# Козья (село)
Козья́ (укр. Кіз'я) — село в Бродовской городской общине Золочевского района Львовской области Украины. Расположено в 3,5 км к юго-западу от села Комаровка и в 23,5 км по автодорогам к северу от города Броды.

## История
В XIX веке — часть села Корсов
 округа Броды края Золочев Галиции.
К началу Второй Мировой Войны входила в состав гмины Лешнёв Бродовского повята Тарнопольского воеводства Польши.
В 1939 году село вошло в состав Львовской области УССР, в 1968 и 1978 годах входило в состав Комаровского сельсовета.
В 1989 году население составляло 102 человека (43 мужчины, 59 женщин).
По переписи 2001 года население составляло 77 человек, почти все (97,4 %) назвали родным языком украинский, 1 человек (1,3 %) — русский.